# La Nuit sous le pont de pierre
La Nuit sous le pont de pierre est un roman écrit par Leo Perutz. L'auteur a commencé sa rédaction dès 1924 lorsqu'il résidait à Vienne et ne l'a terminé qu'en 1951, à Tel Aviv. Il trouve péniblement un éditeur dans le contexte de l'Autriche de l'après-guerre, et ne parait qu'en 1953.
Bien que s'agissant formellement d'un recueil de nouvelles, le livre suit une intrigue principale — laquelle s'intéresse à la famille du riche juif Meisl — et rend compte plus généralement de la vie dans l'ancienne ville juive de Prague dont la destruction, au tournant du XXe siècle, a beaucoup impressionné Perutz qui en a été le témoin.

## Résumé
Lors d'une visite dans la ville juive de Prague, l'empereur du Saint-Empire romain germanique Rodolphe II voit une belle jeune femme et en tombe amoureux. Rodolphe exige du rabbin Lœw que la belle lui soit envoyée au château. Le rabbin refuse, car Esther est mariée au marchand Mordekhaï Meisl. Le jeune empereur menace alors d'expulser les Juifs. Soucieux de sa communauté, le rabbin Lœw plante sous le pont de pierre, au bord de la Vltava, un rosier et un romarin côte à côte, dans lesquels l'âme de Rudolf et d'Esther s'unissent nuit après nuit en rêve. Or, ce péché entraîne une grande mortalité infantile dans la ville juive. Lorsque le rabbin Lœw découvre la cause de la malédiction, il arrache le romarin. La belle Esther meurt, laissant Mordekhaï Meisl inconsolable, tout comme Rudolf. 
Des années plus tard, Rodolphe II et Meisl, sans s'être jamais vus, se retrouvent à nouveau liés : l'empereur, lourdement endetté, commerce avec le riche marchand — de l'argent contre des privilèges — et héritera des biens de celui-ci. Mais lorsque Mordekhaï Meisl apprend, dans les dernières semaines de sa vie, que sa fille Esther était la maîtresse de l'empereur, il dilapide tout son argent pour se venger. Ce faisant, il entraîne toute la Bohême dans son malheur. 
Le rabbin Lœw se révèle systématiquement impliqué dans ces événements. Il perturbe l'équilibre du monde avec ses paroles magiques censées apporter le bien.

## Réception
Le roman a été publié en 1953 et a été le dernier roman de Perutz publié de son vivant. Dans l'Autriche de l'après-guerre, encore très antisémite, le livre a d'ailleurs eu du mal à trouver un éditeur. Bien qu'acclamé à sa parution, le succès est mitigé. Perutz avait déjà supposé cette réalité avant la parution, le public germanophone n'étant selon lui pas prêt à s'intéresser à de la littérature concernant le peuple juif, après les persécutions nationales-socialistes et la Shoah. 
Martin Krist, enseignant à l'Université de Vienne, s'étonne que ce roman n'ait pas été mentionné dans une exposition de trois mois organisée à Prague en 2009 à l'occasion du 400e anniversaire de la mort du rabbin Lœw et de sa postérité dans l'art. Dans le catalogue de 500 pages de l'exposition, le livre est tout de même mentionné deux fois, mais uniquement par son titre. Krist y voit une tendance volontaire et Perutz continuera sans doute à être oublié en Tchéquie, un sort qu'il partage avec de nombreux auteurs allemands de Prague.

## Analyse
La parution du livre arrive près de 15 ans après celle de son précédent ouvrage. Dans ce roman, Perutz se tourne pour la première fois vers sa ville natale de Prague, brossant dans une série de nouvelles non chronologiques un portrait saisissant de la ville peu avant sa dévastation au cours de la guerre de Trente Ans. Il s'agit probablement du roman le plus ouvertement fantastique de Perutz, dans lequel les fantômes des Juifs morts crient au secours, les démons tourmentent les pécheurs et le grand rabbin Loew protège le ghetto à l'aide de son golem muet. 
Le livre est probablement également l'œuvre la plus personnelle de Perutz, un chef-d'œuvre mélancolique dans lequel Prague représente toute la beauté perdue de l'Europe d'avant-guerre. Livre sombre mais pas tout à fait amer, Perutz y peint une vision de la condition humaine dont la caractéristique essentielle est la confusion et la souffrance, dans laquelle la bêtise et l'incompréhension mènent au désespoir inévitable. L'unique pierre de touche commune, partagée par tous, Juifs et Chrétiens, anges et démons, est l'amour, mais un amour qui comporte plus de douleur que de joie, qui brûle brièvement puis se perd, pour être pleuré à jamais, une blessure ouverte qui ne guérit jamais.

## Adaptations
- La Nuit, festival d'opéras de la compagnie lyrique sirene Operntheater : neuf opéras basés sur des chapitres du livre, composé par Kristine Tornquist (adaptation du livret) et Oskar Aichinger, Akos Banlaky, René Clemencic, François-Pierre Descamps, Christof Dienz, Lukas Haselböck, Paul Koutnik, Wolfram Wagner, Gernot Schedlberger (musique). La première a eu lieu à Vienne en 2009.
- Le Pont des ombres, un opéra par et pour les enfants, composé par Olivier Dejours, est inspiré de La Nuit sous le pont de pierre. La création de cet opéra a eu lieu début mars 2008 à l'Opéra du Rhin de Strasbourg[3].